# Hemilopas mentzeli
Hemilopas mentzeli è un enigmatico rettile estinto, probabilmente appartenente ai saurotterigi. Visse tra il Triassico inferiore e il Triassico medio (Olenekiano - Anisico, circa 247 - 244 milioni di anni fa) e i suoi resti fossili sono stati ritrovati in Europa.

## Descrizione
Questo animale è noto solo per resti fossili delle mandibole, ed è quindi impossibile ipotizzarne l'aspetto. L'osso dentale della mandibola era piuttosto sottile, e la parte anteriore era smussato. La fila di denti nella mandibola era lunga circa 8 centimetri, e vi erano circa 16 denti. Questi erano dotati di corone a punta ottusa, a una sola cuspide, di forma coniforme e a volte con radici sottilmente solcate. Il tipo di inserzione dentale era subtecodonte, mentre la dentina era leggermente pieghettata. La plicidentina era presente solo nella parte basale del dente, mentre lo smalto era striato. 

## Classificazione
Hemilopas mentzeli venne descritto per la prima volta da Hermann von Meyer nel 1851, sulla base di un frammento di mandibola con un dente proveniente dai depositi del Muschelkalk dell'Alta Slesia (Polonia). Il nome fu menzionato per la prima volta nel 1847, ma l'esemplare fu descritto e illustrato in dettaglio solo nel 1851. Hemilopas venne originariamente descritto come un pesce, e nel 1907 Otto Jaekel riferì la mandibola al genere enigmatico Tholodus, ora considerato ora un rettile ittiosauro. Solo nel 1995 Olivier Rieppel suggerì un'affinità di Hemilopas con i rettili saurotterigi, sostenendo però uno status di nomen dubium ma correlandolo al notosauro Simosaurus. Revisioni più recenti sulla base di ulteriori mandibole con denti hanno confermato l'identità di Hemilopas come saurotterigio, considerandolo un genere valido ma senza attribuirlo con certezza a nessun sottogruppo noto (Surmik, 2016).